# Buck Watts
Francis "Buck" Watts, né le 9 novembre 1944 à Grand Tracadie à l'Île-du-Prince-Édouard, est un homme politique canadien. 
Il représente la circonscription de Tracadie-Hillsborough Park à l'Assemblée législative de l'Île-du-Prince-Édouard de 2007 à 2019.